# Hacia adentro
Hacia adentro es el cuarto álbum de estudio de la banda mexicana Camila, lanzado por el sello discográfico Sony Music el 21 de mayo de 2019.
El álbum se caracteriza por el estilo clásico de la banda con una combinación de ritmos suaves como la balada, el reggae y el pop. Asimismo, el álbum marca la reaparición de la banda después de cinco años de receso debido a problemas personales que tuvieron tanto Mario Domn como Pablo Hurtado.
De este álbum, se desprenden algunos sencillos como: «Cianuro y miel», «Te confieso», «Sobreviviendo» y «Energía», el cual cuenta con dos videoclips.

## Lista de canciones
| N.º | Título                   | Duración |  |
| 1.  | «Te confieso»            | 3:14     |  |
| 2.  | «Energía»                | 3:41     |  |
| 3.  | «Sobreviviendo»          | 4:04     |  |
| 4.  | «Hacia adentro»          | 3:41     |  |
| 5.  | «Click»                  | 2:49     |  |
| 6.  | «No por compromiso»      | 2:49     |  |
| 7.  | «Nueve meses»            | 4:01     |  |
| 8.  | «Cianuro y miel»         | 3:49     |  |
| 9.  | «Absurda gravedad»       | 3:35     |  |
| 10. | «Me dijiste aquella vez» | 4:24     |  |